# Region Ayacucho
Die Region Ayacucho [aʝaˈkutʃo] (spanisch Región Ayacucho, Quechua Ayakuchu suyu) ist eine Verwaltungsregion im südlichen Peru. Auf einer Fläche von 43.815 km² leben 688.700 Menschen (2015). Die Hauptstadt ist Ayacucho.

## Geographie
Die Anden prägen das Landschaftsbild; die durchschnittliche Höhe beträgt 2761 Meter über dem Meeresspiegel. Der höchste Berg ist der Sarasara mit 5453 Metern. Die Flüsse Río Apurímac und Río Mantaro durchschneiden das Land und sorgen an ihren Ufern für milderes Klima.

## Bevölkerung
Mehr als drei Viertel der Bevölkerung sind Indigene; 63,9 % sprechen Quechua (Variante Chanka) als Muttersprache.

## Geschichte
Die Region wurde am 15. Februar 1825 als Departamento unter Simón Bolívar gegründet.
Die Gruppierung Sendero Luminoso hatte in der Region ihren Ursprung und war dort auch am weitesten verbreitet.

## Provinzen
Die Region Ayacucho ist in elf Provinzen und 119 Distrikte (Stand 2019) unterteilt.
| Provinz              | Hauptstadt    |
| -------------------- | ------------- |
| Cangallo             | Cangallo      |
| Huamanga             | Ayacucho      |
| Huanca Sancos        | Huanca Sancos |
| Huanta               | Huanta        |
| La Mar               | San Miguel    |
| Lucanas              | Puquio        |
| Parinacochas         | Coracora      |
| Páucar del Sara Sara | Pausa         |
| Sucre                | Querobamba    |
| Víctor Fajardo       | Huancapi      |
| Vilcas Huamán        | Vilcas Huamán |